# 阳邑镇
阳邑镇，是中华人民共和国河北省邯郸市武安市下辖的一个乡镇级行政单位。

## 行政区划
阳邑镇下辖以下地区：
阳邑东街村、阳邑西街村、阳邑北街村、柏林前街村、柏林东街村、柏林西街村、柏林寨上村、南丛井村、北丛井村、永安村、北华村、经济村、土岭村、东山村、大井村、柳家河村、东井村、南西井村、北西井村、杏花村、尖山村、坟岭村、龙务村、盘峧村和邯郸矿务局阳邑煤矿社区。